# Halobaculum gomorrense
A Halobaculum gomorrense egy extrém halofil, pálcika alakú archea. Elsőként a Holt-tengerből izolálták. Az Euryarchaeota törzs Halobacteria osztályába tartozik.